# Oberkirn

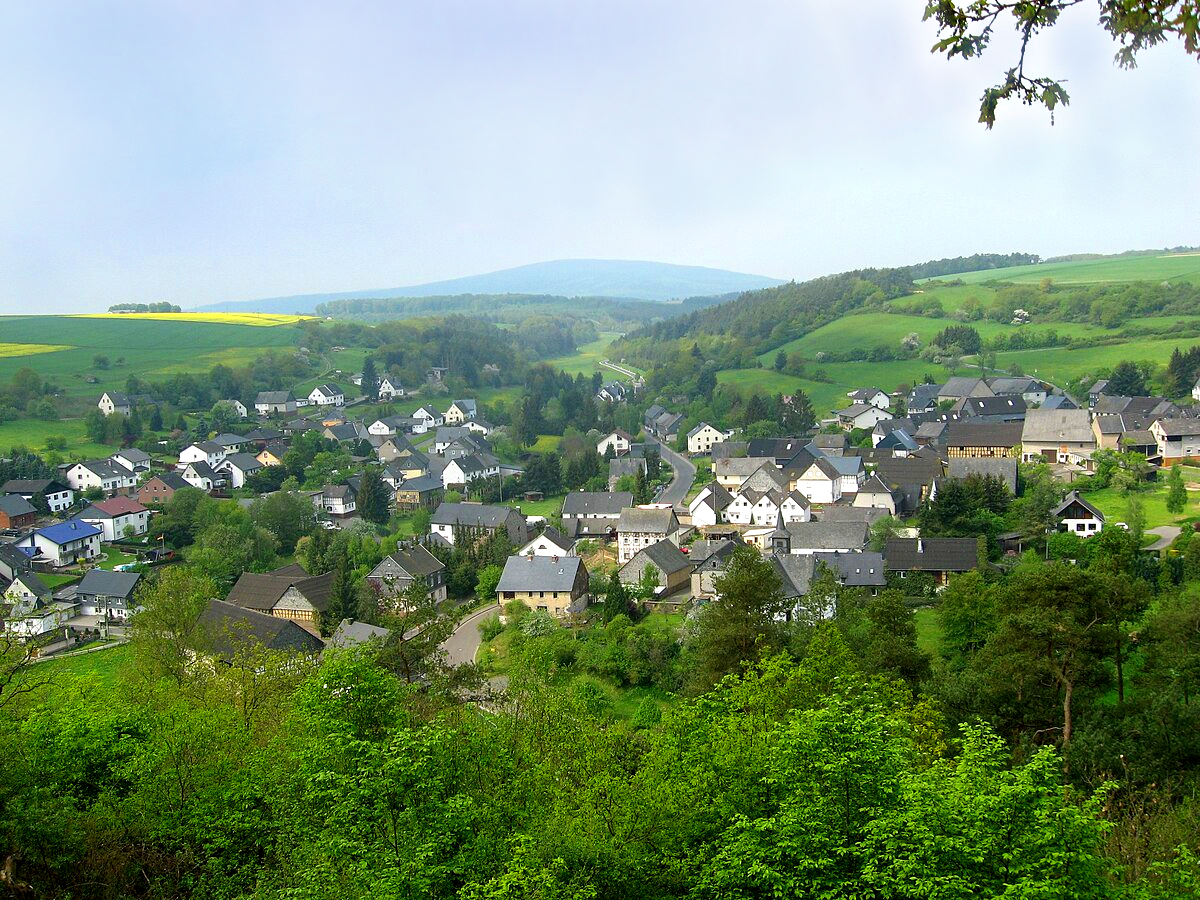
Das Dorf liegt im Kyrbachtal, im Hintergrund der Idarkopf

Oberkirn ist eine Ortsgemeinde im Landkreis Birkenfeld in Rheinland-Pfalz. Sie gehört der Verbandsgemeinde Herrstein-Rhaunen an.

## Geographie
Oberkirn liegt im Tal des Kyrbachs, zwischen dem Lützelsoon im Südosten und dem Idarwald im Südwesten, zentral im Hunsrück. Nachbargemeinden sind Rhaunen, Gösenroth, Schwerbach, Lindenschied, Rohrbach, Woppenroth und  Hausen.

## Geschichte
Der Ort wurde im Jahr 1335 als Overkehr erstmals urkundlich erwähnt. Oberkirn war Teil des Kirchspiels Hausen, bis dieses mit Rhaunen fusionierte. Weitere Hausen zugehörende Orte waren Schwerbach sowie bis 1969 Lindenschied und Woppenroth und vormals Gösenroth und Laufersweiler.
Die Gemeinde erwähnt in ihrem Internet-Auftritt: „Eine Legende besagt, Oberkirn habe einst Oberhausen und Oberhausen bei Kirn Oberkirn geheißen. Irgendwann seien die Namen beim Schreiben einer Urkunde vertauscht worden. Der wissenschaftliche Beweis dafür fehlt allerdings bis heute.“ So würde sprachlich dem Nachbardorf Hausen Oberhausen zugeordnet und Kirn Oberkirn. Dagegen spricht allerdings, dass sich die jeweiligen Ortsnamen im Volksmund sicherlich nicht an einer fehlerhaften Urkunde orientiert oder deswegen verändert hätten.
Bevölkerungsentwicklung
Die Entwicklung der Einwohnerzahl von Oberkirn, die Werte von 1871 bis 1987 beruhen auf Volkszählungen:
| Jahr | Einwohner |
| 1815 | 216       |
| 1835 | 306       |
| 1871 | 366       |
| 1905 | 341       |
| 1939 | 399       |
| 1950 | 405       |

| Jahr | Einwohner |
| 1961 | 433       |
| 1970 | 436       |
| 1987 | 378       |
| 1997 | 367       |
| 2005 | 358       |
| 2023 | 327       |

## Politik

### Gemeinderat
Der Gemeinderat in Oberkirn besteht aus acht Ratsmitgliedern, die bei der Kommunalwahl am 9. Juni 2024 in einer Mehrheitswahl gewählt wurden, und dem ehrenamtlichen Ortsbürgermeister als Vorsitzendem.

### Bürgermeister
Alfons Klingels wurde 1999 Ortsbürgermeister von Oberkirn. Da bei der Direktwahl am 9. Juni 2024 kein Wahlvorschlag eingereicht wurde, oblag die Neuwahl des Bürgermeisters gemäß rheinland-pfälzischer Gemeindeordnung dem Rat, der auf seiner konstituierenden Sitzung am 9. August 2024 den bisherigen Ortsbürgermeister Alfons Klingels für weitere fünf Jahre in seinem Amt bestätigte.

### Wappen
| Wappen von Oberkirn | Blasonierung: „In geteiltem Schild oben in Gold ein rotes Fabeltier mit einem Wolfskopf und weit geöffneten Schwingen, belegt mit einem schwarzen Wolfshaken, unten in Blau ein goldener Bischofsstab begleitet von zwei silbernen Schnallen.“ |
| Wappen von Oberkirn | Wappenbegründung: Das Fabeltier verweist auf die ehemalige Zugehörigkeit zur Wild- und Rheingrafschaft und entspricht dem früheren Gerichtssiegel des Hochgerichts Rhaunen. In der unteren Schildhälfte wird mit dem Bischofsstab an Lothar Karl Franz Josef Schenk von Schmidtburg, Domherr zu Lüttich, Chorbischof zu Trier und Herr zu Oberkirn erinnert. Die zwei silbernen Schnallen stehen für das Amt Schmidtburg. Nach einer Aufstellung aus dem 16. Jahrhundert gehörte der Ort Oberkirn zu diesem Amt. Oberkirn hatte mit anderen Orten zusammen ein eigenes Ingericht, dem die Burgmannen Jakob und Henne Braun von Schmidtburg vorstanden. |

## Kultur und Sehenswürdigkeiten

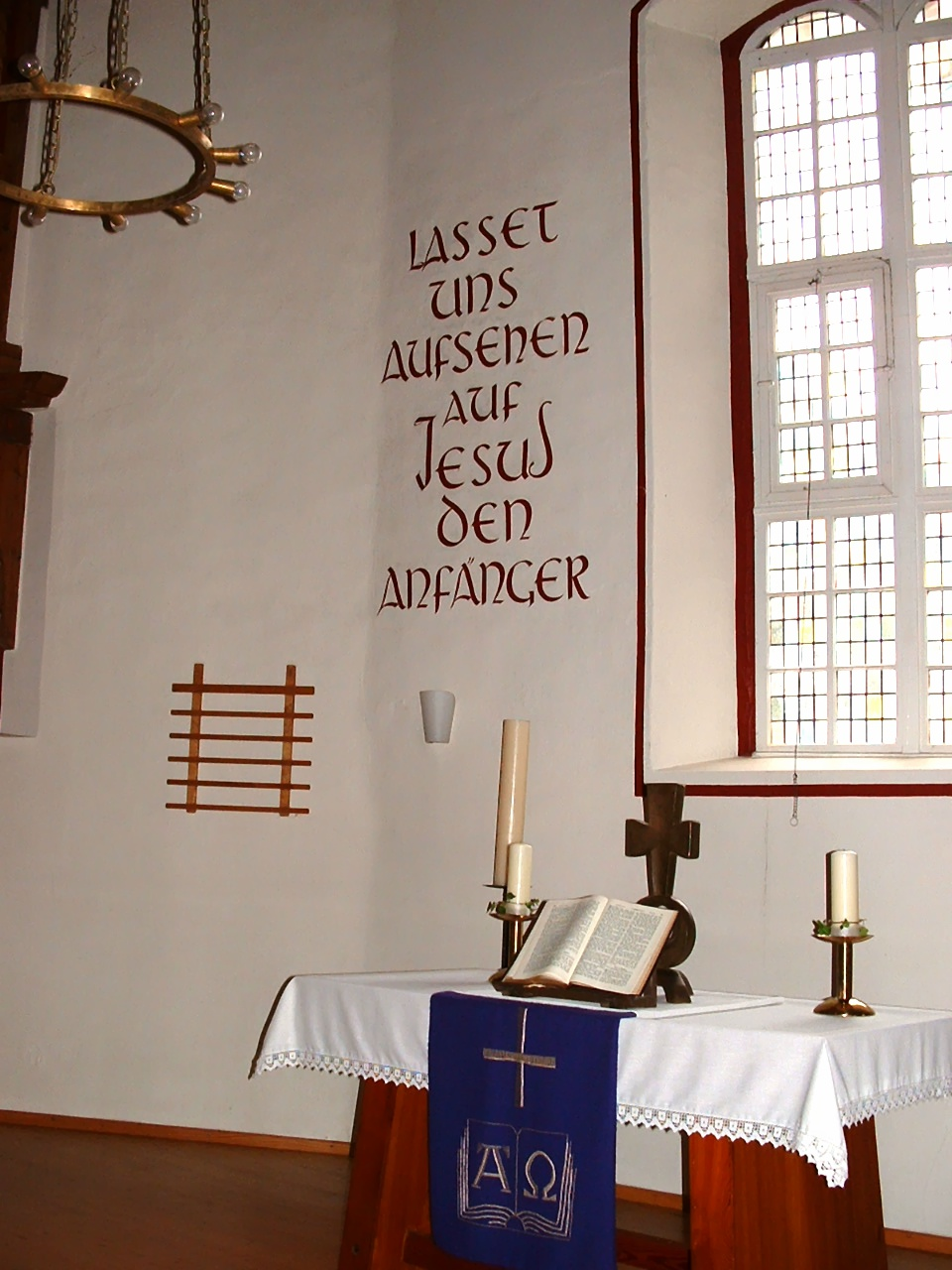
Evangelische Kirche

Die Evangelische Kirche wurde im 16. Jahrhundert erbaut. Die katholische Kirche stammt von 1794.

### Söhne und Töchter der Gemeinde
- Claus Becker (1900–1974), Journalist und Chefredakteur der Saarbrücker Zeitung[9]

## Wirtschaft und Infrastruktur
In Oberkirn gibt es ein Dorfgemeinschaftshaus. Im Norden befinden sich die Bundesstraße 50 und der Flughafen Frankfurt-Hahn.